# Pobre rico... pobre
Pobre rico... pobre é uma telenovela mexicana produzida por Ángel Mele e exibida pela Azteca entre 21 de abril de 2008 e 9 de janeiro de 2009
É baseada na trama colombiana Nuevo rico, nuevo pobre, produzida em 2007
Foi protagonizada por Hector Arredondo, Víctor García Pérez e Cinthia Vázquez e antagonizada por Plutarco Haza, Patricia Vásquez, Rafael Sánchez-Navarro e Fran Meric.

## Sinopse
Os destinos dos jovens Andrés Ferreira e Brayan Galindo estão a ponto de cruzar-se. O motivo é que uma enfermeira lhe confessa em seu leito de morte a Antonia Ferreira, uma mulher de alta sociedade, que cometeu um grave erro quando a assistiu em seu parto em una clínica rural: trocou seu bebê com o de outra mulher.
Assim pois, Brayan, que cresceu em meio a pobreza, estava destinado a ser o herdeiro da fortuna Ferreira, enquanto que Andrés, rodeado de luxos desde sua infância, deveria haver crescido em uma família que luta dia a dia para ter o que comer.
A indiferença e a frieza de Andrés e a desídia de Brayan fazem que seus respectivos pais, Antonia e Leónidas, mudem suas vidas para assim fazerem que os jovens retifiquem e consigam ser melhores pessoas.

## Elenco
- Héctor Arredondo - Andrés Ferreira / Andrés Galindo Romero / Leónidas Galindo (Jovem)
- Víctor García - Bryan Galindo Romero / Bryan Ferreira / Bernardo Ferreira
- Cinthia Vázquez - Rosemery Peláez
- Patricia Bernal - Antonia de Ferreira
- Luis Felipe Tovar - Leónidas Galindo
- Plutarco Haza - Maximiliano López Ferreira
- Rafael Sánchez-Navarro - Diego Sandoval / Diego Ferreira Sandoval
- Fran Meric - Claudia
- Patricia Vásquez - Fernanda San Miguel
- Maria de la Fuente - Liseth
- Andrea Martí - Ingrid Peláez
- Jose Carlos Rodriguez - Julio de Ross
- Victor Civeira - Hugo
- América Gabriel - Maritza Santoyo
- Carmen Delgado - Lucero Molina
- Verónica Langer - "La Jefa"
- Alan Ciangherotti - Miller
- José Luis Penagos - Fidel Peláez
- Roberto Leyva - Afanador
- Cecilia Piñeiro - Paulina Carrillo
- Laura Padilla - Luisa
- Natalie Schumacher - Antonia Ferreira (Jovem)
- Coral De la Vega - Esperanza Romero de Galindo
- Carlos Álvarez - Benavides
- Alejandro Barrios - Julián
- Adrián Herrera - Trapito
- Abel Fernando - Detetive Marrón
- Fabián Peña - Alfonso Carrillo